# Курмінський сільський округ
Курмі́нський сільський округ (каз. Құрма ауылдық округі, рос. Курминский сельский округ) — адміністративна одиниця у складі Абайського району Карагандинської області Казахстану. Адміністративний центр — село Курмінське.
Населення — 1407 осіб (2021; 1507 у 2009, 1545 у 1999, 1718 у 1989).
Станом на 1989 рік існувала Курмінська сільська рада (села Жумабек, Курмінське, Спаськ).

## Склад
До складу округу входять такі населені пункти:
| Населений пункт  | Населення, осіб (1989) | Населення, осіб (1999) | Населення, осіб (2009) | Населення, осіб (2021) |
| ---------------- | ---------------------- | ---------------------- | ---------------------- | ---------------------- |
| Жумабек, село    | 519                    | 456                    | 196                    | 430                    |
| Курмінське, село | 1110                   | 944                    | 1238                   | 929                    |
| Спаськ, село     | 89                     | 145                    | 73                     | 48                     |